# 阿瓜尔瓦-卡森

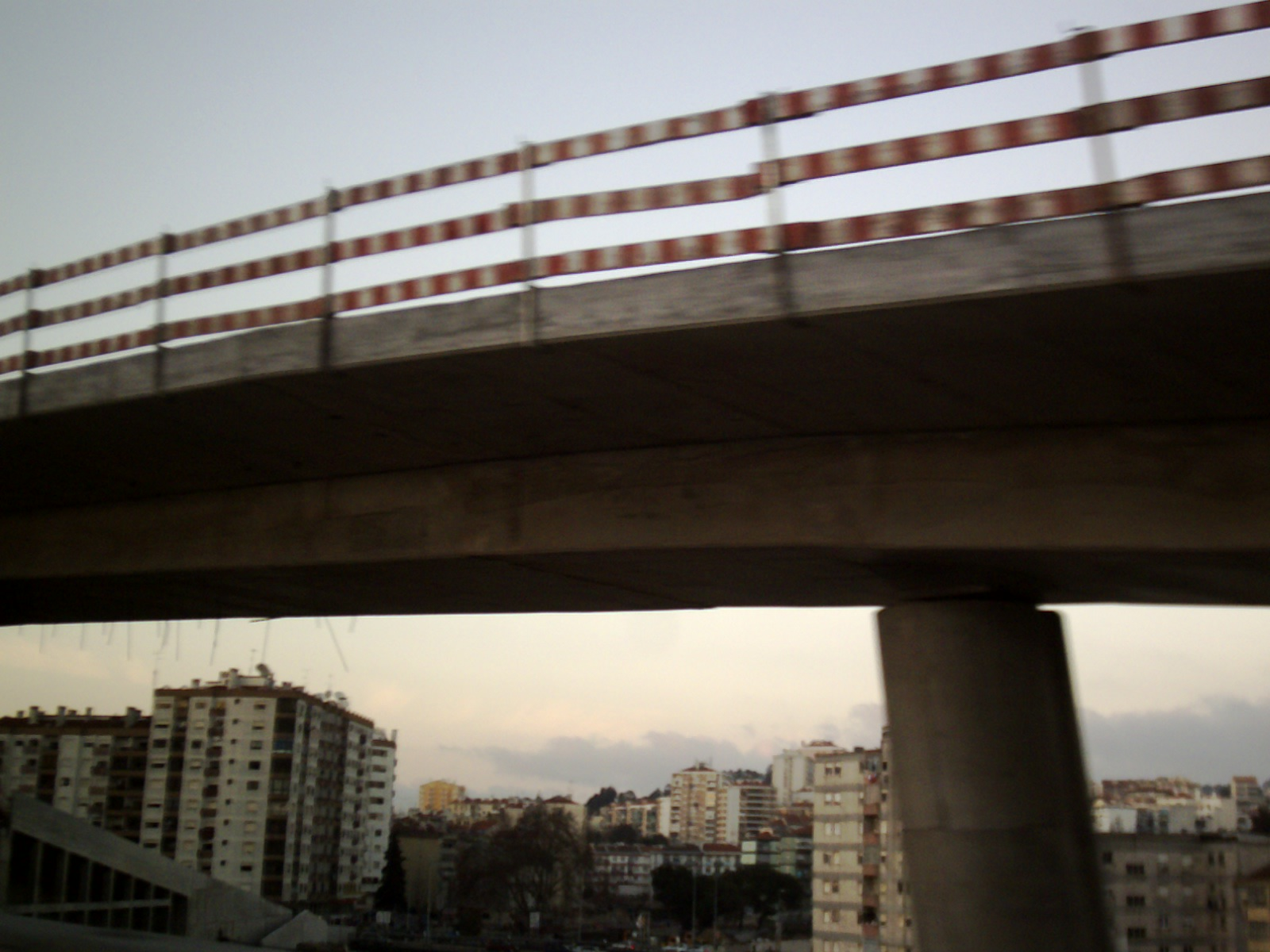

阿瓜尔瓦-卡森（葡萄牙語：Agualva-Cacém）是葡萄牙中南部的城镇，隶属于里斯本区辛特拉市。城市始建于2001年，城区面积127km2。2011年人口79,805。